# Jelko
Jelko je moško osebno ime.

## Izvor imena
Ime Jelko je različica moškega osebnega imena Gabrijel.

## Pogostost imena
Po podatkih Statističnega urada Republike Slovenije je bilo na dan 31. decembra 2007 v Sloveniji število moških oseb z imenom Jelko: 57.

## Osebni praznik
Osebe z imenom Jelko lahko godujejo takrat kot osebe z imenom Gabrijel.

## Znene osebe
- Jelko Kacin, slovenski politik